# حسين عمر المحاجنة
حسين المحاجنة (1944-) هو مؤرخ فلسطيني ولد في حيفا، هجُرت أسرته بعد نكبة عام 1948 إلى مدينة نابلس، ثم انتقلت إلى عمان ومنها إلى مدينة دمشق حيث درس في مدرسة معهد فلسطين وحصل على الإبتدائية والإعدادية، وانتقل بعدها إلى مدرسة عبد الرحمن الكواكبي ليحصل على الثانوية عام 1964، حصل على بكالوريوس التاريخ من جامعة دمشق عام 1968، وعلى دبلوم التربية من كلية التربية في دمشق.

## كتبه
كتب حسين عمر المحاجنة العديد من الكتب التاريخية منها:
- تاريخ الناصرة وقضاها، صدرت عن دار منارات في عمان، 1982.

- مخططات البحر الميت صدر عن دار منارات في عمان، 1982.
- محمد عزة دروزة، صدر عن الاتحاد العام للكتاب والصحفيين الفلسطينيين، بيروت 1982.
- آثار فلسطين، صدر عن دار قتيبة في دمشق، 1983.
- المستشرق اغناطيوس كراتشوفسكي وتاريخ الرحلات الفلسطينية في الأدب الجغرافي العربي الفلسطيني، الندوة العالمية الأولى للآثار الفلسطينية، حلب 1981.
- عز الدين القسام، العدد الثاني من الوقائع الفلسطينية، عام 1986.

## مناصبه
شغل حسين عمر منصب عضو في العديد من الجمعيات والمؤسسات منها:
- إتحاد الكتاب والصحفيين الفلسطينيين.
- الجمعية الفلسطينية للتاريخ والآثار.
- جمعية إحياء التراث الإسلامي العالمي المصرية.
- الجمعية السورية لتاريخ العلوم.
- جمعية أصدقاء دمشق.